# Vanda tricolor
Vanda tricolor es una especie de orquídea que se encuentra en Laos y desde Java hasta Bali.

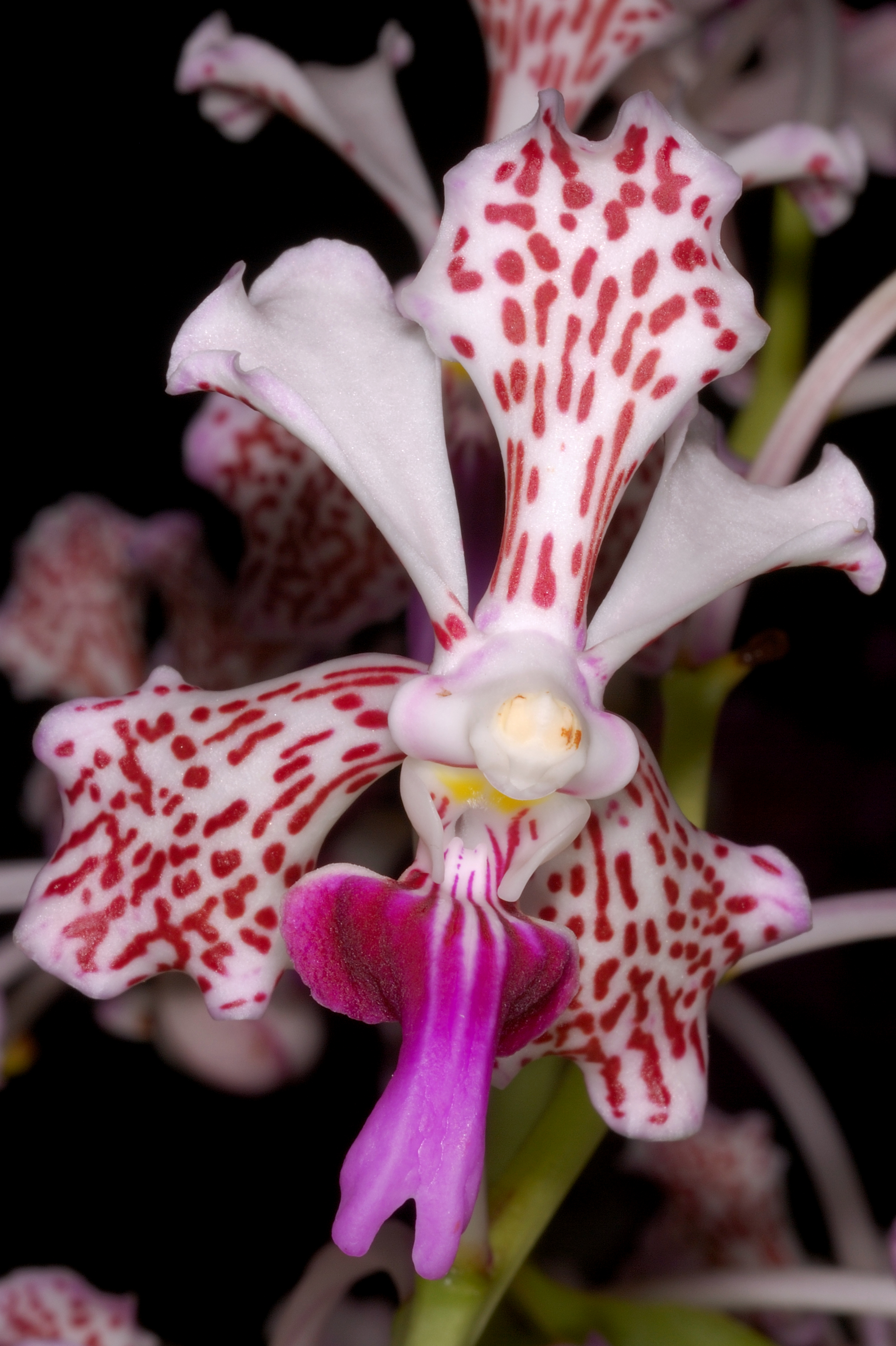
Detalle de la flor

## Descripción
Es una planta de gran tamaño, que prefiere el clima cálido, de hábitos epifitas, litofitas o terrestres con tallos largos y erectos que llevan hojas curvadas, liguladas, imbricadas, y el ápice desigualmente bilobulado. Florece en una inflorescencia erecta axilar, a suberecta, de 5 a 7 cm de largo, más corta que las hojas, con 7 a 12  flores de gran tamaño, fragantes, de cera, de larga vida, flores de colores variables que aparecen en el otoño y el invierno.

## Distribución y hábitat
Se encuentra en la Isla de Java y Laos como una de tamaño grande, caliente epifita creciendo, 

## Taxonomía
Vanda tricolor fue descrita por John Lindley y publicado en Edwards's Botanical Register 33: sub t. 59. 1847.
Etimología
Vanda: nombre genérico que procede del nombre sánscrito dado a la especie  Vanda tessellata  en la India, también puede proceder del latín (vandi) y del griego (dios santísimo ).
tricolor: epíteto latino  que significa "con tres colores".
sinonimia
- Vanda suavis Lindl.
- Vanda suaveolens Blume
- Limodorum suaveolens Reinw. ex Blume[3][4]